# Archaboilus musicus
Archaboilus musicus  (лат.) — вид ископаемых кузнечиков из отряда прямокрылых насекомых (семейство Haglidae). Юрский период. Китай. Представитель рода Archaboilus Martynov, 1937 и подсемейства Cyrtophyllitinae Zeuner, 1935.

## Описание
Крупные насекомые, размер передних крыльев около 7 см.
Отпечатки крыльев были обнаружены в юрских отложениях (Jiulongshan Formation; бат — келловей, возрастом около 165 млн лет) на территории Внутренней Монголии (северная часть Китая, Daohugou Village, Shantou Township, Ningcheng County).
На основе анализа морфологии надкрыльев биологи смоделировали стрекотание ископаемого вида кузнечиков на компьютере. Оказалось, что частота их пения равна примерно 6,4 килогерца (у современных сверчков она равна 3,6—4 килогерц).
Предположительно, такое пение было нужно кузнечикам для ориентирования в древних лесах юрского периода.
Вид A. musicus, принадлежит к ископаемому семейству прямокрылых насекомых Haglidae (инфраотряд Tettigoniidea), группе известной от позднего триаса, юры (например, Archaboilus kisylkiensis) и вымершей в раннем мелу. Среди современных представителей у вида A. musicus наибольшее сходство отмечается у членов семейств Prophalangopsidae (например, Cyphoderris spp. и Tarragoilus spp.) и Tettigoniidae (Кузнечиковые, katydids).